# Jezero Kyoga
Jezero Kyoga ali jezero Kioga (dob. 'kraj kopanja') je veliko plitvo jezero v Ugandi, veliko okoli 1720 km² na nadmorski višini 1033 metrov. Skozi jezero na poti od Viktorijinega do Albertovega jezera teče Viktorijin Nil. Glavni dotok iz Viktorijinega jezera ureja elektrarna Nalubaale v Jinji. Drug vir vode je regija Mount Elgon na meji med Ugando in Kenijo. Čeprav je jezero Kyoga del sistema Afriških velikih jezer, samo po sebi ne velja za veliko jezero.
Jezero doseže globino približno 5,7 metrov, večina pa je globoka manj kot 4 metre. Območja, ki so manj kot 3 metre globoka, so popolnoma prekrita z lokvanji, medtem ko je velik del močvirnate obale prekrit s papirusom in invazivno vodno hijacinto (Pontederia crassipes). Papirus tvori tudi plavajoče otoke, ki se vijejo med številnimi majhnimi stalnimi otoki. Jezera obdajajo obsežna mokrišča, ki jih napaja kompleksen sistem potokov in rek.
Njegove razširitve vključujejo jezero Kwania, jezero Bisina, jezero Bugondo in jezero Opeta.

## Živali in ribolov
Nilski krokodili so številni, prav tako vodna favna. Obstaja vsaj 60 vrst haplokrominskih ciklidov, pa tudi manjše število drugih vrst rib, kot sta sardela iz Viktorijinega jezera (Rastrineobola argentea) in marmorirana pljučnica (Protopterus aethiopicus). Številni haplokromni ciklidi so endemični, vendar so zelo tesno povezani z vrstami Viktorijinega jezera in kažejo podobno stopnjo raznolikosti pri prehranjevanju. Ciklidi Kyoge vključujejo tako opisane vrste, kot sta Haplochromis latifasciatus in H. worthingtoni, kot neopisane, kot je H. sp. "Kyoga flameback" in H. sp. "rubin". Tako kot v Viktorijinem jezeru je ciklide jezera Kyoga zdesetkal vneseni nilski ostriž (Lates niloticus), nekatere vrste so že izumrle. Ker je jezero Kyoga na splošno plitvo in močvirnato, so nekateri predeli v različni meri izolirani od glavnega jezera. Število preživelih haplokrominskih ciklidov v vsakem predelu je neposredno povezano s statusom nilskega ostriža. Je daleč največji, v območjih, kjer je nilski ostriž pogost, pa preživi manj kot 50 vrst ciklid. Za primerjavo, v veliko manjših satelitskih jezerih Lemwa, Nyaguo in Nawampasa ni nilskega ostriža, vendar pa v njih preživi vsaj 50 vrst ciklidov v prvih dveh, vsaj 60 pa v zadnjem. Nasprotno pa imata majhni satelitski jezeri Nakuwa in Nyasala, kjer je nilskega ostriža v izobilju, manj kot 30 oziroma 5 preživelih vrst ciklidov. To tudi pomeni, da se je ribolov v sistemu jezera Kyoga postopoma premaknil od nekoč usmerjenega na številne avtohtone vrste k zdaj predvsem usmerjenemu na avtohtone sardele iz Viktorijinega jezera, vnesenega nilskega ostriža in vneseno nilsko tilapijo (dve avtohtoni tilapiji, Singida in Victoria, sta postali zelo redki, razen v nekaterih satelitskih jezerih). Leta 2006 je so haplokrominski ciklidi predstavljali le 4 odstotke izlova.

## Rastlinstvo
Jezero Kyoga ima floro, ki vključuje; Pistia stratiodes (vodna solata), Cyperus Papyrus, Hyppo Grass in vodno lilijo.